# Marian Dojka
Marian Dojka (ur. 20 kwietnia 1945 w Bogorii) – polski polityk i chemik, doktor nauk chemicznych, poseł na Sejm X kadencji (1989–1991).

## Życiorys
Ukończył w 1969 studia na Politechnice Gdańskiej, w 1981 uzyskał stopień doktora nauk chemicznych na Uniwersytecie Marii Curie-Skłodowskiej w Lublinie. Pracę w zawodzie rozpoczął w Zakładzie Kwasu Siarkowego Kopalń „Siarkopol” w Tarnobrzegu, a od 1974 pracował w Ośrodku Badawczo-Rozwojowym Przemysłu Siarkowego „Siarkopol”, gdzie w 1975 został kierownikiem pracowni badawczej. Publikował prace naukowe o technologii odsiarczania.
Należał do Komisji Organizacyjnej Niezależnego Samorządnego Związku Zawodowego „Solidarność” w „Siarkopolu”, w okresie 1980–1981 współredagował pismo „Solidarność Tarnobrzeska”. Był członkiem Komitetu Obywatelskiego w Stalowej Woli, z jego ramienia w latach 1989–1991 był posłem X kadencji z okręgu tarnobrzeskiego. Pracował w Komisji Ochrony Środowiska, Zasobów Naturalnych i Leśnictwa oraz w Komisji Nadzwyczajnej do rozpatrzenia projektu ustawy o ochronie prawnej dziecka poczętego, należał do Obywatelskiego Klubu Parlamentarnego.
Wstąpił później do Zjednoczenia Chrześcijańsko-Narodowego. Jako członek tej partii bez powodzenia ubiegał się o reelekcję z listy Wyborczej Akcji Katolickiej w wyborach parlamentarnych w 1991. W wyborach w 1993 bezskutecznie kandydował z ramienia NSZZ „Solidarność”. Należał Porozumienia Centrum, od 1999 do 2001 z rekomendacji Akcji Wyborczej Solidarność pełnił funkcję II wicewojewody świętokrzyskiego. W 2001 kandydował do Sejmu z listy Akcji Wyborczej Solidarność Prawicy, która nie uzyskała mandatów. W 2002 uzyskał mandat radnego tarnobrzeskiej rady miasta z listy Ligi Polskich Rodzin, w 2006 bez powodzenia ubiegał się o reelekcję. W wyborach samorządowych w 2010 bez powodzenia kandydował na radnego rady miasta z ramienia Prawa i Sprawiedliwości.